# رودولف كوخ إيرباخ
رودولف كوخ إيرباخ (9 أبريل 1886   - 28 نوفمبر 1971) كان جنرالًا ألمانيًا خلال الحرب العالمية الثانية قاد فيلق فيزر بانزر والجيش الأول.

## سيرة شخصية
وُلد في ميونيخ، وارتقى في النهاية إلى رتبة جنرال. في عام 1939، قاد فرقة المشاة 8 الألمانية خلال غزو بولندا. في 24 يونيو 1940، بعد معركة فرنسا حصل على وسام الفارس الصليبي الحديدي. من 1 نوفمبر 1940 إلى 1 مارس 1941، قاد Koch-Erpach فيلق LX الألماني. بعد استراحة قصيرة، قاد لفترة وجيزة فيلق XXXV من 1 أبريل 1941 إلى 1 مايو 1941.

## الجوائز والأوسمة
- وسام الفارس الصليبي الحديدي في 24 يونيو 1940 كجينيرال لوتنانت وقائد فرقة المشاة 8 [1]

### اقتباسات
1. ↑  Fellgiebel 2000, p. 217.

### قائمة المراجع
| مناصب عسكرية    | مناصب عسكرية                | مناصب عسكرية    |
| --------------- | --------------------------- | --------------- |
| سبقه {{{سبقه}}} | {{{العنوان}}} {{{الأعوام}}} | تبعه {{{تبعه}}} |
| سبقه {{{سبقه}}} | {{{العنوان}}} {{{الأعوام}}} | تبعه {{{تبعه}}} |
| سبقه {{{سبقه}}} | {{{العنوان}}} {{{الأعوام}}} | تبعه {{{تبعه}}} |
| سبقه {{{سبقه}}} | {{{العنوان}}} {{{الأعوام}}} | تبعه {{{تبعه}}} |